# Forsteronia glabrescens
Forsteronia glabrescens är en oleanderväxtart som beskrevs av Müll. Arg.. Forsteronia glabrescens ingår i släktet Forsteronia och familjen oleanderväxter. Inga underarter finns listade i Catalogue of Life.